# Mysmenopsis kochalkai
Mysmenopsis kochalkai är en spindelart som beskrevs av Norman I. Platnick och Mohammad U. Shadab 1978. Mysmenopsis kochalkai ingår i släktet Mysmenopsis och familjen Mysmenidae.
Artens utbredningsområde är Colombia. Inga underarter finns listade i Catalogue of Life.